# Stéphanie de Beauharnais
Stéphanie de Beauharnais (Stéphanie Louise Adrienne de Beauharnais), född 28 augusti 1789 i Versailles, död 29 januari 1860 i Nice, var en fransk prinsessa, storhertiginna av Baden som gift med storhertig Karl av Baden. Hon var adoptivdotter till kejsar Napoleon. 

## Biografi

### Tidigt liv
Stephanie de Beauharnais var dotter till greve Claude de Beauharnaiss och Claudine Françoise Adrienne Gabrielle de Lézay-Marnézia. Hennes mor avled under franska revolutionen 1791, och hennes far överlät henne åt två nunnor, som gömde henne på Rivieran under skräckväldet. 
Stephanies fars kusin var Alexandre de Beauharnais första make till kejsarinnan Joséphine de Beauharnais, som var gift med kejsar Napoleon I. Napoleon gav år 1803 order till hennes far att placera henne i Henriette Campans flickskola, L'Institution nationale de Saint-Germain. År 1806 adopterades hon av kejsaren, som gav hennes titeln prinsessa. Anledningen var att han ville använde henne till ett politiskt dynastiskt äktenskap. Han arrangerade hennes äktenskap med Badens tronföljare som ett led i en allians mellan Frankrikes och Badens dynastier.

### Äktenskap
Hon gifte sig i Paris 8 april 1806 med storhertig Karl av Baden. Vigseln ägde rum enligt katolsk ritual trots att brudgummen var protestant. Det arrangerade äktenskapet var inte lyckligt. Stephanie vägrade i flera dagar att fullborda äktenskapet, vilket ledde till en del dålig publicitet i Paris och till att Karl utan framgång klagade hos Napoleon. Stephanie tvingades till slut lämna Paris och resa till Baden, där maken var tronföljare efter Karl Fredrik av Baden. 
I Baden var äktenskapet impopulärt, då det uppfattades som påtvingat av den franska övermakten. Stephanie trivdes dåligt och kom illa överens med sin svärmor Amalia av Hessen-Darmstadt och Luise von Geyersberg. Napoleon förklarade via brev att det var hennes plikt att stanna i sitt nya hemland och med sin make. Paret levde dock länge separerade, och Karl bodde i Karlsruhe medan Stephanie bodde i Mannheim. På grund av den politiska nödvändigheten av att producera en tronarvinge flyttade paret samman år 1810.

### Storhertiginna
År 1811 tillträdde Karl Badens tron och Stephanie blev storhertiginna. Samma år föddes parets första barn, och 1812 den första pojken och tronarvingen. Denne son avled strax därpå, men är föremål för legenden om Kaspar Hauser. Stéphanies och Karls relation förbättrades under Karls regeringstid. Eftersom paret bara fick tre döttrar medan deras två söner avled efter födelsen, och Baden saknade kvinnlig tronföljd, fick de dock inga tronarvingar. Vid Napoleons fall 1814 förlorade Stéphanie allt politiskt värde, och Karls familj uppmanade honom då att ta ut skilsmässa med hänvisning till att han som protestant hade gift sig enligt katolsk ceremoni. Karl vägrade dock att ta ut skilsmässa. 
Efter Karls död 1818 lämnade Stéphanie de Beauharnais det badensiska hovet och bosatte sig i slottet i Mannheim med sina tre döttrar. Hon ägnade sig åt att utöva lokal välgörenhet, hålla salong för konstnärer och stå värd för baler för adeln. Åren 1828-1833 utspelade sig affären kring Kaspar Hauser, som påstods vara hennes son. År 1852 kom familjen Bonaparte återigen på tronen i Frankrike. Stéphanie de Beauharnais närvarade år 1855 vid kejsarprinsens dop i Paris.

## Barn
1. Luise av Baden (1811–1854), gift 9 december 1830 med sin kusin Gustav av Wasa.
2. namnlös son (född och död 1812)
3. Josephine av Baden (1813–1900), gift med Karl Anton av Hohenzollern-Sigmaringen.
4. Alexander av Baden (1816–1817)
5. Marie av Baden (1817–1888, gift med hertig William av Hamilton.